# Дудчинский сельский совет (Каховский район)
Дудчинский сельский совет (укр. Дудчинська сільська рада) — входит в состав
Каховского района
Херсонской области
Украины.
Административный центр сельского совета находится в 
с. Дудчино
.

## История
- 1886 — дата образования.

## Населённые пункты совета
- с. Дудчино
- с. Любимо-Марьевка
- с. Любимо-Павловка